# Greatest Video Hits 2
«Greatest Video Hits 2» — друга DVD-збірка музичних кліпів британського рок-гурту «Queen». Вона вийшла у листопаді 2003 року і містила відеохіти гурту з 1981-го по 1989 рік. Збірка потрапила на перше місце в чарті Великої Британії під час першого тижня. Вона також досягла першої позиції в Ірландії. У тому ж році DVD посіло 2 позицію в Іспанії та 4 позицію в Італії. Збірка отримала двічі платинову сертифікацію у Великій Британії, платинову у Франції і Австралії, золоту в Німеччині, Іспанії, Польщі та інших країнах.
У збірці є опція зі звуковими коментарями Браяна Мея і Роджера Тейлора до кожного музичного відео, які відображають їх спогади та думки щодо кожного відео.
Музичні кліпи з альбому «Innuendo» не були включені до DVD.

## Трек-лист

### Диск 1
1. A Kind of Magic (з A Kind of Magic, 1986)
2. I Want It All (з The Miracle, 1989)
3. Radio Ga Ga (з The Works, 1984)
4. I Want to Break Free (з The Works, 1984)
5. Breakthru (з The Miracle, 1989)
6. Under Pressure (з Hot Space, 1982)
7. Scandal (з The Miracle, 1989)
8. Who Wants to Live Forever (з A Kind of Magic, 1986)
9. The Miracle (з The Miracle, 1989)
10. It's a Hard Life (з The Works, 1984)
11. The Invisible Man (з The Miracle, 1989)
12. Las Palabras de Amor (з Hot Space, 1982)
13. Friends Will Be Friends (з A Kind of Magic, 1986)
14. Body Language (з Hot Space, 1982)
15. Hammer to Fall (з The Works, 1984)
16. Princes of the Universe (з A Kind of Magic, 1986)
17. One Vision (з A Kind of Magic, 1986)

### Диск 2

#### СекціяHot Space. Том 1
- Back Chat
- Calling All Girls
- Staying Power; виступ в Мілтон-Кінз, 1982

Також є альтернативна версія «Who Wants To Live Forever», якщо ви перебуваєте в меню «Hot Space» і якщо ви виділите кнопку «Відтворити все», а потім натиснете вгору, ви побачите, що вказівка зникне, а потім, якщо ви натиснете вгору, вліво і потім вправо, ви побачите версію пісні Іена і Белінди для британського звернення щодо донорства кісткового мозку.

#### СекціяThe Works. Том 2
- Поп-фестиваль в Монтре Золотої троянди
- Інтерв'ю, включаючи одне з Фредді Мерк'юрі.

#### СекціяA Kind of Magic. Том 3
- Поп-фестиваль в Монтре Золотої троянди
- Інтерв'ю
- Документальний фільм One Vision
- Відео «Extended Vision»

#### СекціяThe Miracle. Том 4
- Інтерв'ю
- Документальний фільм «Створення The Miracle»
- Документальний фільм «Створення обкладинки альбому The Miracle»
- Бонус-відео: «Who Wants to Live Forever», звернення щодо донорства кісткового мозку

## Аудіо
- PCM стерео
- DTS 5.1 (тільки на диску 1, і відмічене зірочками на другому диску 2)
- Коментарі Роджера Тейлора і Браяна Мея до кожного відеокліпу.
- Британські копії мають декілька секунд інтерв'ю Джонатана Росса в кінці секції «The Miracle».

## Чарти і сертифікації
| Чарт (2003)                     | Позиція |
| ------------------------------- | ------- |
| Німеччина (German Albums Chart) | 69      |

| Чарт (2005)                      | Позиція |
| -------------------------------- | ------- |
| Угорщина (Hungarian Top 20 DVDs) | 16      |

| Регіон                                                                                          | Сертифікація  | Продажі  |
| ----------------------------------------------------------------------------------------------- | ------------- | -------- |
| Аргентина (CAPIF)                                                                               | Платиновий    | 8000^    |
| Австралія (ARIA)                                                                                | Платиновий    | 15 000^  |
| Франція (SNEP)                                                                                  | Платиновий    | 20 000*  |
| Німеччина (BVMI)                                                                                | Платиновий    | 50 000^  |
| Мексика (AMPROFON)                                                                              | Золотий       | 10 000^  |
| Польща (ZPAV)                                                                                   | Золотий       | 5000*    |
| Велика Британія (BPI)                                                                           | 2× Платиновий | 100 000^ |
| *продажі, що базуються лише на сертифікаціях ^відвантаження, що базуються лише на сертифікаціях |               |          |